# La operă
La operă este un film românesc din 2006 regizat de Virgil Mocanu.